# Eddleston Water
Eddleston Water ist ein linker Nebenfluss des River Tweed in der schottischen Council Area Scottish Borders.

## Verlauf
Der Fluss entspringt nahe der Ortschaft Leadburn nahe der Nordgrenze der Scottish Borders. Sein gesamter Lauf folgt im Wesentlichen einer südlichen Richtung. Durch eine dünnbesiedelte Region der Scottish Borders verlaufend, ist das namensgebende Eddleston die einzige größere Siedlung entlang seines Laufs, bis das Eddleston Water schließlich die Kleinstadt Peebles erreicht. Dort mündet der Fluss nach 17 km von links in den River Tweed.
Sein Lauf wurde in der Vergangenheit begradigt. Diese Maßnahme störte den Lebensraum ansässiger Tierarten und führte insbesondere durch die erhöhte Fließgeschwindigkeit zu Überschwemmungen. Aus diesem Grund wird die Möglichkeit einer Renaturierung des Eddleston Waters untersucht. Das Projekt in Zusammenarbeit mit der Universität Dundee zählt zu den ersten seiner Art in Schottland.

## Umgebung
Das Eddleston Water markiert die westliche Grenze der Moorfoot Hills. Bei Eddleston trennte er die Baronate Black Barony im Westen und White Barony im Osten. Beginnend südlich von Leadburn, folgt die A703 (Edinburgh–Peebles) dem Lauf des Flusses. Die zwischenzeitlich rückgebaute Strecke der Peebles Railway folgte dem Eddleston Water ebenfalls eng.
An seinem Lauf befindet sich das Herrenhaus Cringletie House. Mit der Chapel Hill Bridge, der Eddleston Bridge und der Damdale Footbridge überspannen drei denkmalgeschützte Brücke den Fluss. Kurz vor der Mündung in Peebles quert die A72 das Eddleston Water.

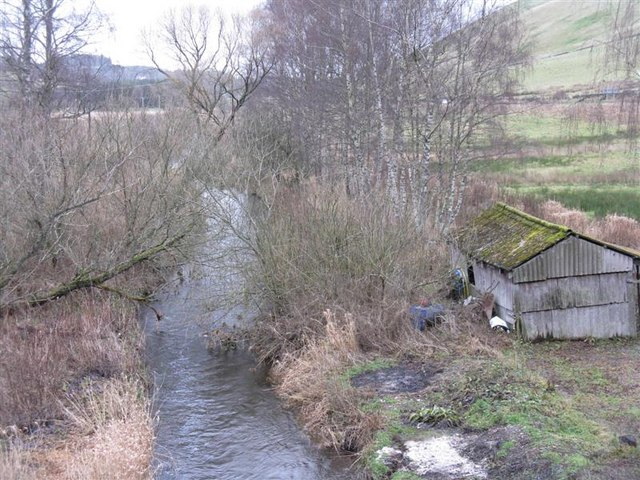
Eddleston Water bei Cringeltie House
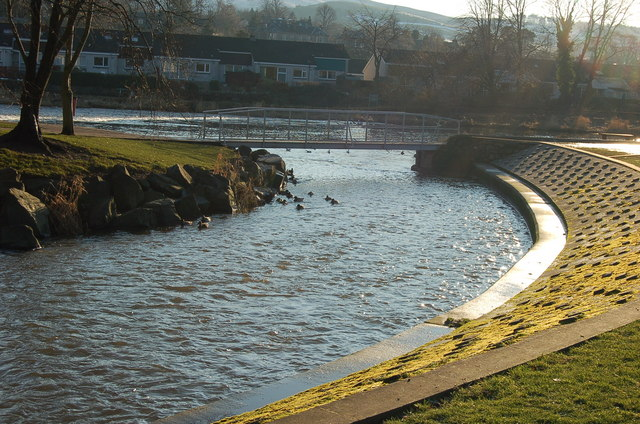
Mündung in den Tweed